# Заставное (Волынская область)
Заставно́е (укр. Заставне) — село в Литовежской сельской общине Владимирского района Волынской области Украины.
Код КОАТУУ — 0721182201. Население по переписи 2020 года составляет 607 человек. Почтовый индекс — 45329. Телефонный код — 3372. Занимает площадь 20,3 км².

## История
В 1946 году указом ПВС УССР село Жджары переименовано в Заставное.
До 2020 года входило в Иваничевский район.